# Monaco himnusza

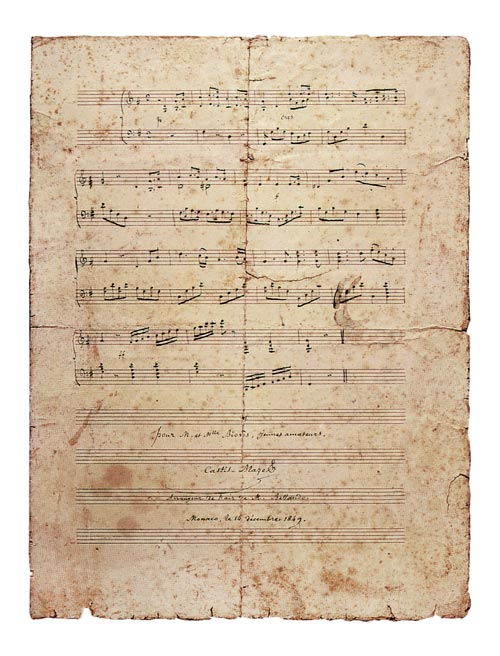
A dal kottája 1849-ből

A Hymne Monégasque (magyarul: Monacói himnusz) a Monacói Hercegség nemzeti himnusza.

## Története
A dal eredeti szövegét Théophile Bellando de Castro írta, és 1841-ben készítette el az első változat zenéjét. Később Castil-Blaze módosította, de 1848-ban Florestan herceg de Castro verzióját választotta himnusznak, 1897-ben pedig Charles Albrecht ismét megváltoztatta a Hymne Monégasque zenéjét. Évekkel később François Bellini túl hosszúnak ítélte a himnuszt, a jelenlegi változatot Léon Jehin komponálta meg 1914-ben. A végleges szöveget 1931-ben írta meg Louis Notari.
A himnusz Monacóban csak hivatalos alkalmakkor hangzik el.

## Szöveg
| Monacói nyelven | Francia fordítás | Magyar fordítás |
| --- | --- | --- |
| Despoei tugiù, sciü d'u nostru paise Se ride au ventu, u meme pavayùn Despoei tugiù a cuřù russa e gianca E stà ř'emblèma d'a nostra libertà Grandi e piciui, ř'an sempre respetà N'amu ch'üna tradiçiun, n'amu ch'üna religiun, Amu avüu per u nostru unù I meme Principi tugiù E ren nun ne scangerà Tantu ch'u suriyu lüjerà; Diu sempre n'agiüterà E ren nun ne scangerà | Depuis toujours, sur notre pays, Le même drapeau est déployé au vent, Depuis toujours les couleurs rouge et blanc Sont le symbole de notre liberté Grands et petits les ont toujours respectées. Nous avons perpétué les mêmes traditions; Nous célébrons la même religion; Nous avons l'honneur D'avoir toujours eu les mêmes Princes. Et rien ne changera jamais Tant que le soleil brillera; Dieu nous aidera toujours Et rien ne changera jamais. | Az idők kezdete óta, országunk fölött Egy zászló lobogott a szélben A vörös és fehér, mindmáig Szabadságunk szimbólumai; Kicsik és nagyok tiszteletében állt. Ugyanazon hagyománynak élünk Ugyanazon vallást ünnepeljük Megtisztelő számunkraː Hercegeink is ugyanazok. S hogy semmi sem lesz másképp; Ameddig a Nap az égen van Isten mindig támogatni fog Semmi sem lesz másképp. |